# Капила
Капи́ла (санскр. कपिल) — древнеиндийский ведийский мудрец, предшественник Будды, герой различных легенд: описывается в «Шримад-Бхагаватам» и других Пуранах и считается автором основных принципов индуистской философской системы санкхья, изложенной в классическом философском тексте «Санкхья-карика», состоящем из 70 сутр. Приложения и комментарии «Санкхья-карики» занимают 6 томов; они были составлены на протяжении многих столетий. Одним из основных комментариев к «Санкхья-карике» является «Капила-санкхья-правачана-сутра-вритти», авторства Анируддхи.
В «Вишну-пуране» и «Шримад-Бхагаватам» он описывается как аватара Вишну, которая обучала бхакти-йоге.
Его потомки до сих пор проживают в Северной Индии, в особенности в районе Пенджаба. Они носят фамилию Капил.

## Жизнеописание
Жизнеописание Капилы содержится в «Шримад-Бхагаватам» («Бхагавата-пуране»), Песнь 3, Глава 33: Деяния Капилы где говорится, что его родителями были Кардама Муни и Девахути. После того, как отец Капилы оставил дом и принял отречённый образ жизни, Капила дал наставления Девахути в философии санкхья-йоги и Вишну-бхакти, в результате чего она достигла мокши и чистой любви к Богу.
Капила выступает как одна из основных фигур в истории нисхождения Ганги из духовного мира на землю, которая связана с индуистским праздником Макара-санкранти и с ведийским царём Сагарой из династии Икшваку, который был родом из Айодхьи и являлся предком Рамы. Царь Сагара совершил ашвамедху («жертвоприношение коня») девяносто девять раз. Когда, в согласии с правилами проведения жертвоприношения, Сагара в сотый раз послал коня вокруг земли, царь девов Индра, преисполнившись зависти, похитил коня и спрятал его в обители Капилы.
У Сагары было 60 000 сыновей, которые обнаружили коня, и приняв Капилу за похитителя, напали на него. С помощью своей мистической силы Капила превратил их за одно мгновение в пепел. Аншуман, внук царя Сагары, пришёл к Капиле и стал молить его спасти их души. На что Капила ответил, что они будут спасены, только если Ганга снизойдёт с небес и омоет своими водами их пепел.
В «Бхагавад-гите» Кришна утверждает, что среди совершенных живых существ он как мудрец Капила:
Из деревьев Я — баньян, а из мудрецов среди полубогов — Нарада. Из гандхарвов Я — Читраратха, а среди совершенных живых существ Я — мудрец Капила.
Поучения Капилы цитируются в различных священных текстах индуизма:
Я пришёл в этот мир для того, чтобы открыть людям философию санкхьи, которая по мнению тех, кто стремится избавиться от ненужных материальных желаний, играет очень важную роль в процессе духовного самоосознания. Этот труднопостижимый путь самоосознания с течением времени был забыт людьми. Знай же, что Я воплотился как Капила, чтобы снова изложить эту философию и объяснить её людям.
Когда человек полностью избавляется от вожделения и жадности, которые являются продуктами ложного отождествления себя с телом («я») и тем, что принадлежит телу («моё»), его ум очищается. Утвердившись в чистом состоянии сознания, он поднимается над материальным счастьем и горем.
Верховная Личность Бога — это Высшая Душа, не имеющая начала. Господь трансцендентен к гунам материальной природы и находится за пределами материального мира. Все мироздание покоится на лучезарном сиянии, исходящем от Него, и это сияние даёт возможность ощутить Его присутствие всюду.
Неувядаемую славу Господа воспевают всюду, ибо она приумножает славу Его преданных. Поэтому йог должен медитировать на Верховного Господа и Его преданных. Он должен сосредоточить свой ум на вечном образе Господа и медитировать на Него до тех пор, пока его ум не обретёт устойчивость.